# Dejan Jakovic
Dejan Jakovic (Karlovac, 16 juli 1985) is een Servisch-Canadees voetballer die bij voorkeur als centrale verdediger speelt. Hij verruilde in 2014 DC United voor Shimizu S-Pulse.

## Clubcarrière
Op 28 juni 2008 sloot Jakovic zich aan bij Rode Ster Belgrado, dat zich op dat moment voorbereidde op het seizoen 2008/09. Na een succesvolle trainingsstage bij de club tekende hij op 30 juni een contract. Op 17 augustus 2008 maakte hij tegen FK Vojvodina zijn debuut voor de club. Jakovic startte de eerste drie wedstrijden in de basis, maar na de trainerswissel op 6 september 2008 speelde hij het eerste gedeelte van het seizoen geen enkele competitiewedstrijd meer. In de winterstop zocht Rode Ster Belgrado naar een club voor Jakovic. In december werd bekendgemaakt dat hij naar FK Rad zou vertrekken. In februari 2009 zat Jakovic echter nog steeds bij de selectie van Rode Ster. Op 27 februari 2009 tekende hij uiteindelijk bij DC United. Op 22 maart maakte hij tegen Los Angeles Galaxy zijn debuut voor DC United. Op 27 mei 2012 maakte hij tegen New England Revolution zijn eerste doelpunt voor DC United. In vijf seizoenen speelde Jakovic 98 wedstrijden in de Major League Soccer, waarin hij niet meer dan één keer een doelpunt maakte.
Op 14 januari 2014 tekende Jakovic bij het Japanse Shimizu S-Pulse. Hij maakte zijn debuut op 1 maart 2014 tegen Nagoya Grampus. Jakovic verving in zijn eerste wedstrijd (2–3 winst) één minuut voor het einde van de speeltijd Kota Sugiyama. In het seizoen 2014 kwam hij in totaal tot 25 gespeelde duels in de J-League; Shimizu eindigde op de vijftiende plaats.

## Interlandcarrière
Jakovic maakte zijn debuut in het Canadees voetbalelftal op 30 januari 2008 in een vriendschappelijke interland tegen Martinique (0–1 winst). De wedstrijd werd niet door de wereldvoetbalbond FIFA erkend, omdat het Martinikaans elftal niet is aangesloten bij de FIFA; zijn eerste officiële interland speelde Jakovic anderhalf jaar later, een oefenwedstrijd in en tegen Guatemala (0–3 winst). Na de vriendschappelijke wedstrijd tegen Guatemala volgde de CONCACAF Gold Cup 2009, waarop Jakovic drie wedstrijden speelde, waaronder de van Honduras verloren kwartfinale op 18 juli. In de daaropvolgende vijf jaar speelde Jakovic uitsluitend vriendschappelijke wedstrijden en kwam hij niet in actie in het kwalificatietoernooi voor het wereldkampioenschap voetbal 2014. Bondscoach Benito Floro nam hem in juni 2015 op in de selectie voor de CONCACAF Gold Cup 2015, gehouden in de Verenigde Staten en Canada.